# 芦田実沙寿
芦田 実沙寿（あしだ みすず、1993年11月29日 - ）は、日本のモデル、女優。ホット・オフィス所属を経てProduction High Moon所属。

## 略歴・人物
1993年11月29日、京都府に生まれる。
2003年、ドラマを見ながら「私もやってみたい」と母に打ち明けた。母は、若いころ歌手のオーディションに合格したが、結局夢を諦めたことがある。それだけにうれしかったようで、必死で事務所（ホット・オフィス）を探してくれた（香月真理子の取材による）。
ホット・オフィス在籍中はイメージDVDの他ドラマDVDにも出演し、女優としても活動。
遅くとも2009年にはProduction High Moonに所属していた。2010年10月2日、ブログで、現在の芸名である神咲美涼に変更したことを発表。
趣味は読書・映画鑑賞。特技は日舞・ダンス。

## DVD
2006年
- 芦田実沙寿 12歳（5月19日、日本メディアサプライ）
- くびれ（KUBIRE） 芦田実沙寿 12歳（10月15日、マーレーインターナショナル）
- みすず 12歳　芦田実沙寿（12月22日、ぶんか社）
- ビキニDEエクササイズ 植野千尋・芦田実沙寿（12月25日、アイマックス） ：植野千尋

2007年
- 現役中学生 うれし恥ずかし2枚組 24 4ピース!少女進化論（1月19日、日本メディアサプライ） ：清瀬あい 未来 篠崎めぐ
- Noah 31 芦田実沙寿（4月20日、トライアングルフォース）
- WANTED Vol.1 MISUZU age13（5月15日、office1000）
- スク水コレクション 5（2007年5月25日、アイマックス） ：山口舞
- ワルツの森 vol08 芦田実沙寿（6月25日、アートハウスゴン）
- WANTED Vol.2 MISUZU meets MAI age13芦田実沙寿 age11 佐々木舞（7月15日、office1000）
- みすず（8月7日、GARO IMPACT）
- ハーフブラッドバンパイア　佐々木舞、大西杏奈、真間美也（9月1日、office1000） ：荒井リカ 水城稜 湊あさか 真間美也、大西杏奈、安田美穂、佐々木舞
- WANTED Vol.4 M2 T+Bomb! 佐々木舞、芦田実沙寿（9月1日、office1000）
- りんとTなお友達!（2007年10月7日、GARO IMPACT） ：斎藤朱莉、堂本優奈、かえで、領家ゆあ、小池凛、赤坂沙絵、青木衣沙、あんな
- WANTED Vol.6 Jr.アイドル Cat's ミュージカル NORA（10月31日、office1000）
- WANTED Vol.7 芦田実沙寿 巫女（12月1日、office1000）

2008年
- WANTED Vol.9 ハーフブラッドバンパイア2　外伝・くノ一妖魔斬り（1月15日、office1000）
- Meister 08 芦田実沙寿（3月21日、トライアングルフォース）
- THE EXCITING TEENS vol.5（4月24日、トライアングルフォース）
- 美少女セレクション 芦田実沙寿（4月28日、スパークビジョン）
- WANTED Vol.11 A Perfect Holiday 芦田実沙寿 中学2年生（5月10日、office1000）
- THE EXCITING TEENS vol.6（5月27日、トライアングルフォース）
- 芦田実沙寿　MERMAID-X（6月27日、マーレーインターナショナル）
- WANTED Vol.13　怪盗少女伝　NEZUMI（7月1日、office1000） ：佐々木舞、真間美也、大西杏奈、稲葉雅人、平谷知也、佐々木勇太
- Girl Friend〜女子・2 大西杏奈with芦田実沙寿（12月10日、office1000）

2009年以降
- スクール水着姿の少女達 PREMIUM COLLECTION（2009年9月29日、トライアングルフォース）
- 追憶 みすず（2012年5月26日、スパークビジョン）